# Rio Pirapemas
O rio Pirapemas é um curso d'água brasileiro que banha o estado do Maranhão. É um dos formadores da bacia rio Itapecuru.Nasce em Timbiras, banhando também o município de Pirapemas, desaguando na margem direita do Itapecuru, após um percurso de aproximadamente 95 km de extensão.